# Требеш
Требеш (рум. Trebeș) — село у повіті Бакеу в Румунії. Входить до складу комуни Мерджинень.
Село розташоване на відстані 246 км на північ від Бухареста, 7 км на захід від Бакеу, 85 км на південний захід від Ясс, 140 км на північний схід від Брашова.

## Населення
За даними перепису населення 2002 року у селі проживали 746 осіб, з них 745 осіб (99,9%) румунів. Рідною мовою 744 особи (99,7%) назвали румунську.